# Відьма
Ві́дьма, чаклу́нка — жінка, наділена чаклунськими здібностями, котрі отримала від природи, або навчилася чаклувати.

## Етимологія
Етимологи пов'язують походження слова «відьма» з давньоруським іменником вѣдь — «знання»: слово відьма спочатку вживалося в значенні «та, що все знає», звідки розвинулося подальше «ворожка», а пізніше — «зла, сварлива жінка». Бі́ла ві́дьма — жінка, яка нібито звільняє людей від чаклунства.
У германських народів назви чаклунки походять від wicken з середньонижньонімецької мови. Це слово пов'язується з праіндоєвропейським коренем *weg'-  — «прокидатися». Звідси, наприклад, англійське witch. Інші версії пояснюють походження назв чаклунок із інгвеонським *wikkōn — «ворожити» і готським weihs — «священний».

## Характерні риси

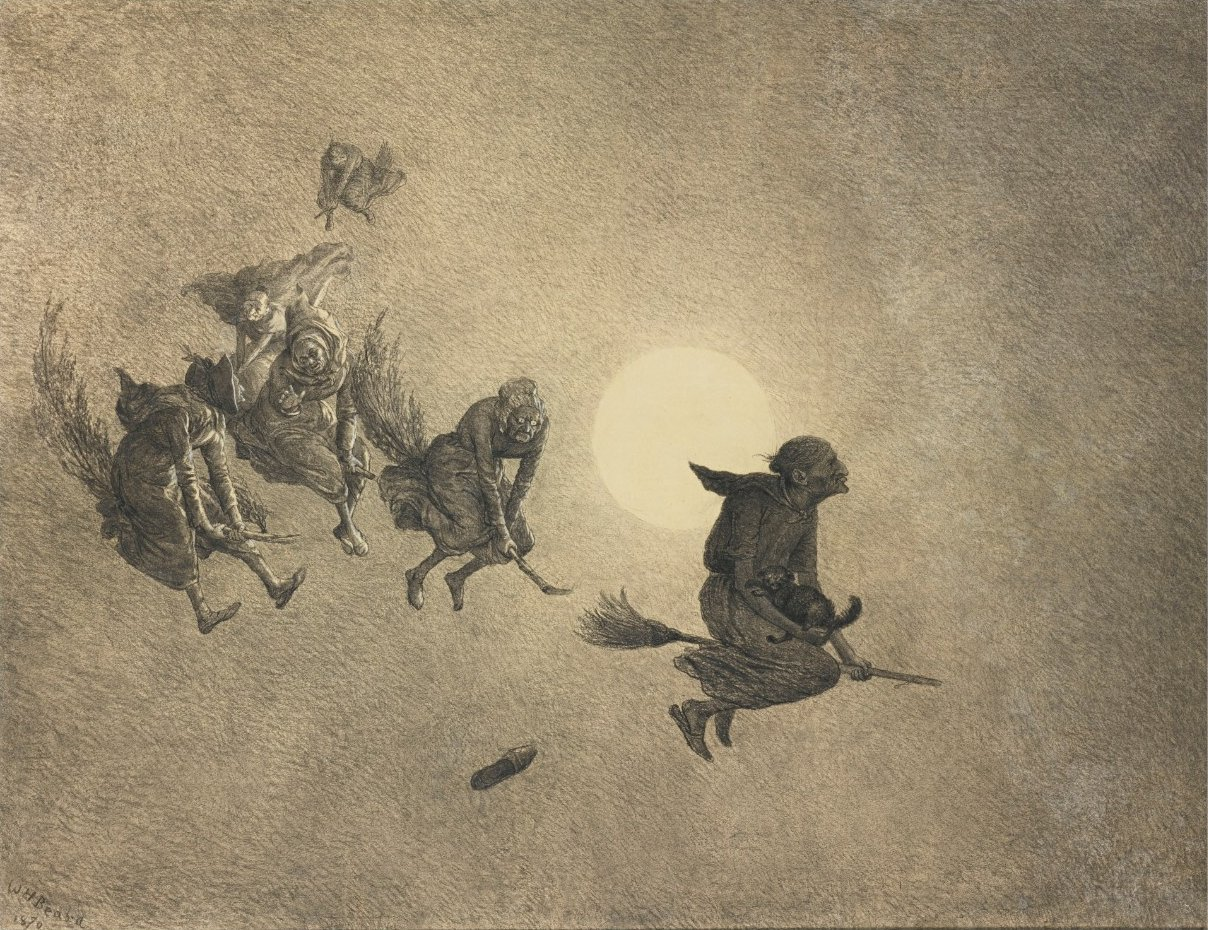
Відьми летять на мітлах. Малюнок Вільяма Холбрука Бірда, 1870 р.

Відьма — це жінка, що володіє надприродними силами чи знаннями. Здатність жінок виношувати та народжувати дітей виходить за межі впливу спільноти, тому здавна асоціювалася з таємницями, вмінням контролювати межу між життям та смертю. Часто образ відьми пов'язаний з відхиленнями у вигляді: відьма може вирізнятися як потворністю (горбатість, кульгавість), так і навпаки надзвичайною красою чи незвичайною особливістю, як-от руде волосся чи ліворукість. Чаклунську силу відьма отримує від угоди з дияволом, вселенням до свого тіла духа або успадковує. В слов'ян поява відьми також вбачалася в неправильній поведінці її батьків: зачаття до шлюбу, задовге грудне годування.
Часто відьма постає як особа, здатна керувати погодою та любовним потягом. Типове уявлення, що відьми вміють готувати чаклунські зілля. Витоки цього уявлення полягають у використанні цілющих і отруйних рослин в обрядах ініціації, родючості, для лікування чи отруєння, підкорення своїй волі, спричинення викиднів. Поширене повір'я, що секрети чаклунства передаються від відьми її дочці або учениці. Нерідко відьмам приписується володіння фамільярами — демонами в подобі дрібних тварин, які виконують доручення, але за це висмоктують у відьми кров через особливу «відьмину мітку».
Відьмам приписується здатність перетворюватися на тварин, які вшановувалися як тотемні тварини, пов'язані з ніччю та магією. А саме: кішок, кажанів, змій, жаб, сов. Міфічний птах стрикс, який нібито п'є вночі кров і поїдає людську плоть, за середньовіччя міцно асоціювався з відьмами. Ідея про відбирання відьмами крові та молока в худоби пов'язана з латинським культом померлих, де в подобі птаха постає душа людини. Місцями зібрання відьом вважалися гори, перехрестя, дерева, де вони влаштовують шабаші. Під час шабашів вони веселяться, бенкетують, б'ються між собою.
У європейських віруваннях характерним атрибутом відьом є мітла, на якій вони нібито літають уночі. Його походження може мати декілька витоків. Оскільки прибирання традиційно вважається жіночим заняттям, то коли господині виходили з дому, лишали мітлу біля дверей на знак того, що відсутні вдома. Тож мітлу, залишену біля каміна, забобонні чоловіки могли сприймати за ознаку, що жінка вилетіла з дому через камін. Інша версія пояснює, що мітла як символ єдності чоловічого й жіночого начал, використовувалася в язичницьких обрядах одруження: держак, який нагадує фалос, символізував чоловіче начало, а прутики — жіноче. Відьомський політ пояснюється застосуванням у обрядах зіль, зроблених з беладони, блекоти чи дурману, що спричиняють затерпання та відчуття невагомості. Намазування таких зіль на шкіру могло відбуватися за допомогою щіток чи мітел. Водночас у слов'ян відьмам приписувалися й польоти верхи на різних інших господарських знаряддях: лопаті, кочерзі, косі, вилах або просто палиці, а також у ступі, на кінському черепі, на сороці чи інших тваринах.
На Заході відьми часто зображаються в гостроверхому капелюсі. Ця деталь походить від середньовічного забобону, що євреї, котрі носили характерні гостроверхі капелюхи, виділяючись цим із натовпу, займаються чаклунством. Також походження відьомського капелюха може виводитися від головних уборів продавчинь елю в Англії. Виготовлення ними алкоголю спонукало до підозр і у варінні чаклунських зіль.
Для захисту від відьом слугували різноманітні обереги та магічні дії. На Заході Європи це були так звані відьомські пляшечки, наповнені волоссям, нігтями, сечею. В Англії вірили, що відьмі не можна дозволяти казати останнє слово в розмові, переступати поріг, від неї не можна нічого брати. Для захисту використовувалися такі обереги, як накреслена буква М, що означає Діву Марію. Іншим відомими оберегом слугувала спіраль, в якій відьма нібито заблукає. Подібні засоби проти відьом відомі і в слов'ян: використання трав, магічні дії для позначення межі, різні способи змусити відьму себе викрити.

## Історія образу

Солоха — одна з українських відьом, описана в творах Миколи Гоголя.

Образ чаклунки широко відомий по світу. Походження «західної відьми» можна простежити до грецької міфології та найдавніших народних традицій Єгипту, Північної Європи та кельтів. В античній міфології відомими відьмами були Медея, Церцея та деякі богині, а саме Геката й три мойри. Відьми згадуються в творах Горація, Лукана («Фарсалія») та Апулея («Золотий віслюк»). Відьмою уявляється Ліліт — за єврейськими переказами, жінка, що передувала Єві. У народних казках відьма зазвичай виступає лиходійкою: людоїдкою, що їсть дітей, злою мачухою, як у «Гензель і Гретель». Чаклунки згадуються в Біблії, зокрема в 1-й книзі Самуїла та книзі Виходу. Біблійні уривки застерігають від ворожіння, заклинання чи використання чаклунок для зв'язку з мертвими. На багато народних свят стара відьма уособлює темряву, зиму, і її опудало належало спалювати.
Жіноче чаклунство тісно пов'язане з сексуальністю, звідки й два типових образи відьми: вродлива молода жінка, або стара й потворна. В першому випадку чаклунство асоціюється з жіночою привабливістю, страхом для чоловіків утратити над собою контроль через неї. У другому старість зумовлює втрату можливості народжувати, а тому жінка в традиційному суспільстві втрачала і свою значущість для спільноти.
До орієнтовно 1100 року в Європі відьомське чаклунство розглядалося християнською церквою скептично. Оскільки язичницькі боги вбачалися як хибні божества — демони чи вигадки, поширені демонами, язичницькі ритуали не сприймалися як суттєва загроза. Єпископ Бурхард Вормський відгукувався на звістки про відьомство, що магія, нічні польоти на шабаші — це лише сни, наслані Сатаною, і нічого подібного насправді не відбувається.
Вплив маніхейства на християнство утвердив ідею, що Сатана є другою за силою сутністю після Бога, і відповідно здатний творити чудеса й наділяти людей, які відвертаються від Бога, надприродними силами чаклунства. Відкриття ісламського та кабалістичного окультизму відбилося на уявленнях про те, як відбувається спілкування відьом з Сатаною. Значною мірою популярний образ відьми сформувався під впливом ілюстрацій, які завдяки появі книгодрукування можна було масово поширювати. Так, Йоан Тінкторіс був одним з перших, хто зобразив відьом, які спілкуються з Сатаною, що постає в подобі цапа. Альбрехт Дюрер, Петер Бінсфельд, Ян Зярнко створювали популярні малюнки відьом.
З XIV ст. здобула популярність ідея, що відьми збираються на нічні шабаші в Першотравневе свято, Пасху, Купала і в ніч перед Днем усіх святих. Імовірно, що до східних слов'ян, зокрема й українців, образ відьми з такими рисами, як нічні польоти, шабаші, угоди з дияволом, прийшов із Заходу.
Епідемії чуми в Європі між приблизно 1430 і 1660 роками посилили страх перед відьмами, у яких вбачалися причини хвороб. Також страхові перед ними посприяло зміцнення протестантства, що звинувачувало католицизм у «священницькому богохульстві». Католицькою реакцією стало прирівняння протестантства до єресі та чаклунства. До близько 1450 року оформився образ відьом як земних слуг Сатани, за допомогою яких той виконує свою злу волю. Наслідком стало «полювання на відьом» з метою їх убивства чи примусу до каяття. Безпосередніми жертвами «полювання на відьом» стали понад 50 тис. осіб (за іншими даними 80 тис.). При цьому переслідування та страти за звинуваченням у чаклунстві стосувалися як жінок, так і чоловіків. Чоловіки складали 20-25 % жертв, у деяких випадках бувши в більшості. Найбільший розмах «полюванням на відьом» припав на пізнє Відродження та раннє Просвітництво.

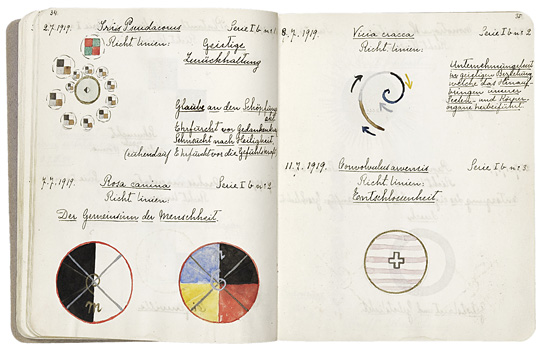
«Чаклунський» записник Гільми аф Клінт

До 1750 року всі європейські країни, крім Швейцарії, декриміналізували чаклунство. Зображення відьом цієї епохи вже не несуть такого страху та відрази, як раніше. У 1800-х роках у моду ввійшов окультизм, інтерес до жіночого чаклунства зріс як у повсякденному житті, так і в мистецтві. До образу шкідливої відьми додався образ романтичний, екзотично-таємничий, як на картині «Відьомська магія» Джона Вільяма Вотергауса 1886 року. Деякі художниці XIX ст., такі, як Джорджіана Гоутон і Гільма аф Клінт, асоціювали свої експерименти у творчості з чаклунством, спілкуванням із духовними сутностями. До образу відьми зверталися Огюст Роден, Пауль Клее та Кікі Сміт.
Сучасний популярний образ відьми зазнав сильного впливу англійських уявлень про жінок-чаклунок. За правління Єлизавети I оформилися уявлення, що відьма має вигляд старої бідної жінки, кульгавої чи сліпої на одне око. Що вона здатна завдати шкоди людям і тваринам, просто розмовляючи з ними або дивлячись на них.
Хоча образ відьми-лиходійки зберігається, відьма також набула символізму як вільна жінка, володарка своєї долі. Рух суфражисток використовував архетип відьми в сенсі переслідуваного «іншого», а переслідування відьом як приклад патріархального гніту. Відьомство знову набуло популярності в 1960-х роках, коли фемінізм другої хвилі трактував відьом і їхні шабаші вираженнями жіночої влади та матріархату.
Англійський історик та професор Брістольського університету Рональд Гаттон присвятив дослідженню відьомства в ранньомодерній Європі цілу книгу «Відьомство. Історія одного страху», що спирається на численні етнографічні дані й фольклорні засади та пояснює звідки пішов образ відьом та як він вкорінився у світовій культурі. 
За сучасності відьмами називають себе багато жінок, які цікавляться спіритуалізмом і належать до вікканства, визнаного однією з офіційних релігій у США й Канаді. Водночас переслідування та навіть убивства за звинуваченням у чаклунстві стаються в Африці, Південній Америці, на Близькому Сході, а також в громадах іммігрантів у Європі та Сполучених Штатах. Популярність відьомства на Заході зросла в 1990-х роках після слухань Аніти Гілл й утвердження фемінізму третьої хвилі; а потім знову після перемоги Дональда Трампа на президентських виборах 2016 року та руху #MeToo. Популярність сучасного чаклунства, як пояснює Пем Гроссман, зумовлена пошуками альтернатив інституційній владі, а також способів підключитися до духовності.

## Полювання на відьом
Покарання за чаклунство згадуються в законах Хаммурапі, Біблії, римських Законах Дванадцяти таблиць, візантійському кодексі Феодосія. За європейського середньовіччя відьомство почали вважати забобоном, але переслідування відьом повернулося внаслідок поширення єретичних рухів на півдні Франції наприкінці ХІІІ ст. Відьом і чаклунів було прирівняно до віровідступників, для яких призначалася смертна кара. Пошукам відьом сприяв папа Інокентій VIII, який 5 грудня 1484 року видав буллу Summis desiderantes affectibus, яка зобов'язала владу німецьких князівств спряти боротьбі церкви з відьомством. В трактаті «Malleus Maleficarum» (поширений переклад — «Молот відьом», 1487) описувався процес виявлення, допиту відьом, суду над ними та страти. «Malleus Maleficarum» була авторитетною як для католиків, так і протестантів.
«Полюванням на відьом» були охоплені як католицька Європа, так і протестантська Америка на початках її колонізації європейцями. В Європі наймасовіше переслідування відьом відбувалося в Німеччині. В Америці воно траплялося серед пуританів. Хоча «полювання на відьом» було найбільш характерне католицькій Європі, його прояви відомі і на православних територіях. Так, у 1411 році в Пскові після спалаху чуми було спалено як відьом 12 жінок.
В Україні судові процеси над відьмами відомі з кінця XVII — початку XVIII ст. Таке запізнення, порівняно з Заходом, пояснюється тим, що демонологія не була сформована до цього часу як цілісна система. Церква при цьому трималася осторонь судів над відьмами, що мали характер приватних громадянських позовів. На Правобережжі України впродовж XVII—XVIII ст. зафіксовано 198 справ проти чаклунства, де обвинуватили 233 особи, з них стратили 13. Водночас відомо про виправдальні вироки та визнання звинувачень у відьомстві наклепом, або слабкі покарання, як-от епітимія. Указом очільника другої Малоросійської колегії 1776 року відьомство розглядалося як забобони й наклеп і за нього більше не могла накладатися смертна кара.
Переслідування та вбивства відьом досі практикуються в деяких країнах. Останні офіційні страти за чаклунство відбулося в Саудівській Аравії 2014 року та Сомалі 2020 року. Самосуд за звинуваченням у чаклунстві теж не є поодиноким. Зокрема, 2021 року в Індії було вбито 68 осіб за підозрою у практикуванні чорної магії, у Південній Африці останнє лінчування відбулося у червні 2023 року.

## В українських віруваннях

### Різниця між уявленнями про відьом в Україні та в Західній Європі

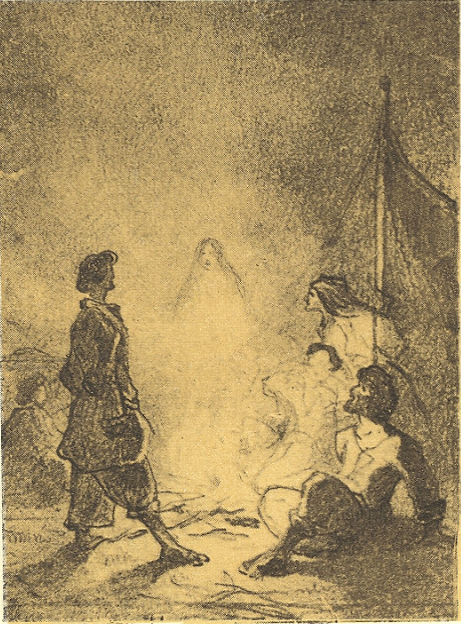
Тарас Шевченко. Ілюстрація до поеми «Відьма». Олівець. 1847

У традиційних українських віруваннях відьма тісно пов'язана із Церквою. Оксана Кісь звернула увагу на те, що відьма в українському селі була членом церковної громади і могла вільно відвідувати церкву, чого не могло бути в Західній Європі. У різних місцевостях України дослідниками були зафіксовані схожі оповіді про дії відьом у церкві. Так, відьма нібито здатна промовляти в церкві закляття для отримання достатку: коли після слів священника «Христос воскрес!» звичайні прихожани відповідають «Воістину воскрес!», то відьма викрикує своє бажання — мати багато масла, меду тощо. При цьому аналогічні закляття були доступні і пересічним людям, як-от рибалкам. Відомі уявлення, що відьма зумисне ходить до церкви для отримання чаклунської сили. Такі вірування вкладаються в загальну віру про те, що храм і земля, на якому він стоїть, святі, але люди там так само вразливі до різної нечистої сили, як і будь-де.
Свого часу проф. Володимир Антонович звернув увагу на різницю у ставленні до відьом в Україні, і на заході Європи, де відьом дуже гостро переслідували і палили — вперше відьму спалено в Тулузі 1275 року. На заході головною підставою для переслідування відьом було запідозрювання в стосунках із нечистою силою, відступі від правдивої релігії, себто в так званій апостасії. На українських теренах, натомість, всі процеси проти відьом були побудовані на скаргах про якусь конкретну шкоду, що її ніби заподіяла відьма. І якщо на заході притягали відьму до відповідальності державні, а частіше церковні установи, то тут, як правило, подібні процеси розпочиналися тільки за позовом приватних осіб, при наявності скривдженої сторони. І на Лівобережжі, і на Правобережжі систематичного переслідування відьом не було, вони не мали масового характеру, як на заході Європи.
Причина м'якості судових присудів щодо відьом в Україні і взагалі відмінного від заходу трактування відьом полягала, як писав В. Антонович — «не стільки в гуманному настрої суддів, як у відсутності в Україні тих демонологічних уявлень, що викликали на заході жорстоке переслідування чарівників. Припускаючи можливість чародійного таємничого впливу на побутові, повсякденні обставини життя, не дошукувався підстави цих впливів у зносинах із злим духом; демонологія не тільки не була розвинена, як струнко уложена система уявлень, але до кінця XVIII ст, наскільки можна судити по процесах, зовсім не існувала в народній уяві. Народний погляд на чарівництво був не демонологічний, а винятково пантеїстичний. Припускаючи існування в природі сил і законів, невідомих загалові, народ уважав, що багато з цих законів відомі особам, що зуміли в той чи інший спосіб їх пізнати. Отже, само по собі посідання тайни природи не вважалося за щось гріховне, суперечне релігійному навчанню…»
Розглядаючи й доповнюючи цей погляд дослідника «Чари в Україні», Кость Штепа в київському «Перв. Громадянстві» (1928, кн. II) в свою чергу зазначав, що «не відсутність демонології, як гадав Антонович, а особливий, відмінний від заходу Європи характер її був причиною й особливого ставлення нашої громади до її адептів» (ст. 73). «Самі чарівники та відьми у нас в більшості своїй були не такі як на заході. Аналізуючи уявлення зв'язані з вірою у відьом і чарівників в Україні, ми не бачимо там ніяких слідів тієї хвилі антично-східного чорнокнижжя, що прокотилося по Західної Європи і було там головним приводом для переслідування відьом. Демонології, в розумінні закінченої теорії, в Україні не витворилося, також як не докотилися до неї й елементи вульгарної демонології античних народів. Примітивна демонологія зберігалася в своїх пережитках в Україні, як і серед інших народів, але з вірою у відьом не була зв'язана, принаймні ми не бачимо ніде її яскравих слідів. Де-не-де помічається вплив демонології догматичної, себто догматичних уявлень офіційної Церкви — в уявленнях про Сатану та його участь у чарівницьких актах. Дуалістичний мотив взагалі виявляється тут дуже слабо, хоча й не зовсім відсутній, — можливо тут відбулися останні хвилі великої дуалістичної течії, що пройшла по Європі».
Про розвідки попередніх дослідників відьомства в Україні, доктор історичних наук, професор Тетяна Орлова написала наступне: «Всі дослідники історії відьомства і відьмацтва в Україні — від В. Антоновича і К. Штепи до Катерини Дисої — сходяться на висновку, що тут переслідування і суди не набули такої поширеності і жорстокості, як це було у Західній Європі, хоча через посередництво Польщі і тих земель, які певний час входили до її складу, подібна практика передалася і сюди. Головною відмінністю українських судів за чари (яких було значно менше у кількісному відношенні) від західноєвропейських аналогів було покарання не за зв'язок з дияволом, боговідступництво і зраду церкві, а за ту шкоду, яку, як вважалося, зробила підозрювана (наприклад, у сусідської корови пропало молоко).
В Україні ставлення до магічних сил здавна було спокійнішим, ніж у Західній Європі. Воно зберігається й досі. Майже в кожному сучасному селі або у сусідньому є „бабка“, яка може визначити, чи „пороблено“, відвести „лихе око“, дати „приворотне зілля“ тощо. Причому не один з кандидатів у депутати Верховної Ради (особливо вихідці з села, а таких в Україні — більшість) під час передвиборчої кампанії на мажоритарній основі по декілька разів зверталися саме до таких ворожок».

### Характерні риси українських відьом

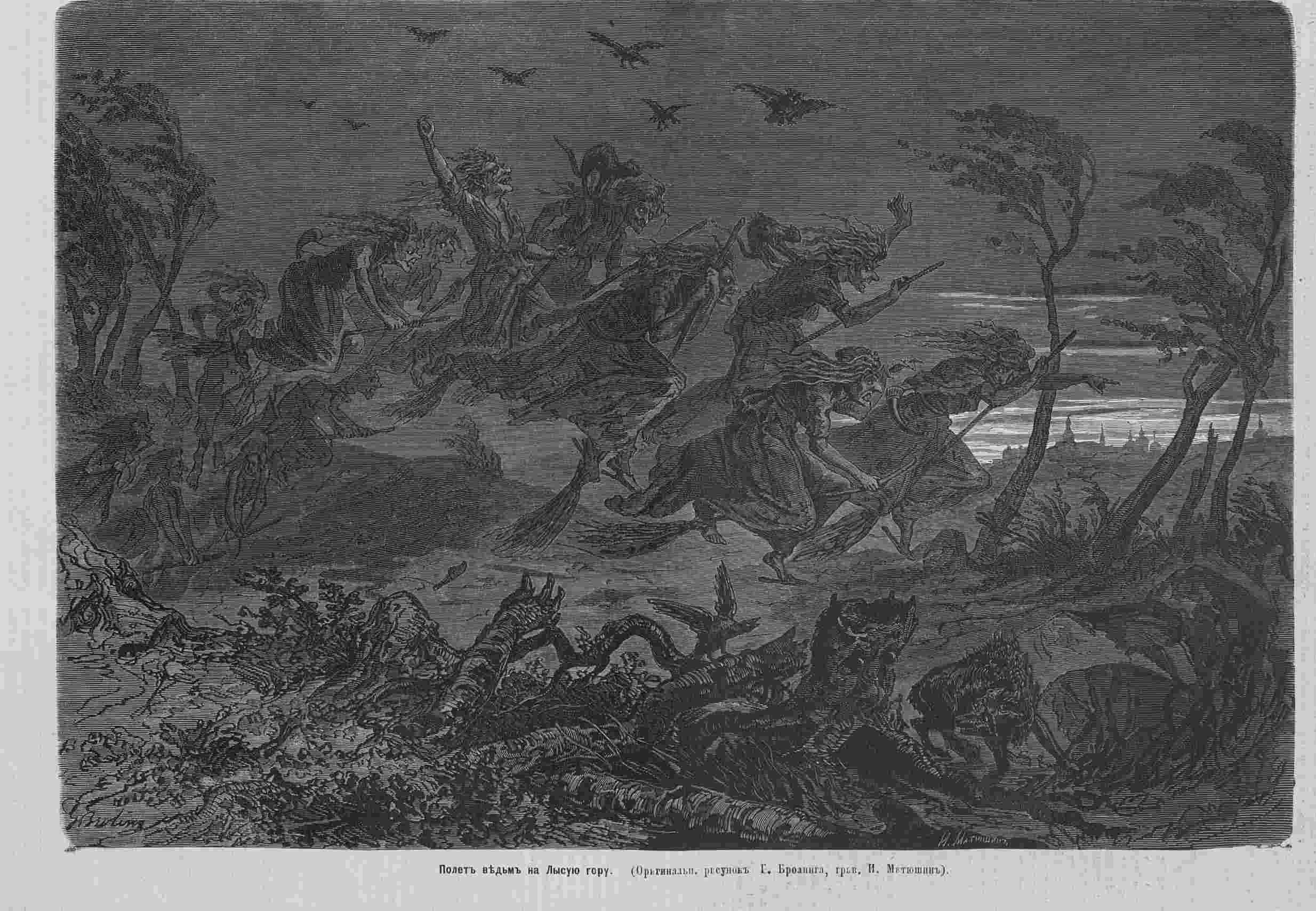
«Політ відьом на Лису гору». Малюнок з журналу «Всемирная иллюстрация», 1874 р.

У традиційних українських віруваннях відьма близька до знахарки та ворожки, здатна як шкодити людям, так і приносити користь. У сучасних віруваннях XXI ст. знахарка та ворожка набули більш негативної оцінки, перейнявши здатність відьми до заподіяння шкоди. На Лівобережжі України відомі вірування в те, що відьми відрізняються від чарівниць: схильність чарівниць до добра чи зла вроджена, залежить від того, під якою «планетою» народилася, а відьма отримує сили від угоди з чортом і робить тільки зло. У Миколаївській, Харківській, Чернігівській, Рівненській областях відьмами традиційно вважалися жінки, народжені з фізичними вадами, або чиї родичі вміли чаклувати й передали цю здатність перед смертю. У Центральній Україні та на Поліссі зафіксовано вірування, що відьмою стає дівчинка, яку мати відлучала від грудного годування. На Закарпатті до середини XX ст. побутувало уявлення, що відьми дводуші — коли людина спить, її друга демонічна душа вирушає чаклувати.
Загальним для східних слов'ян є вірування про викрадання відьмами молока в корів, сала в свиней, курячих яєць, збирання роси й перетворення її на молоко, насилання на людей і худобу хвороб і смерті, псування врожаю. Основними вміннями відьом в Україні вважалися: здатність до перевертництва на різних тварин; вміння відбирати молоко у корів і мучити худобу; насилати хвороби; псувати продукти; роблення «закруток» («завитків») — шкідливих вузлів з рослин. Українська відьма може також керувати погодою: наслати град, повінь, посуху, викрадати небесні світила. Родима відьма доїть корів, як і всяка інша жінка. Натомість вчена відьма на Благовіщення чи на свято Юрія проробляє дірку в одному зі стовпів своєї хати, затикає її замовленим чопом, і потім молоко тече звідти. Також відьма здатна пити кров у людей та збирати росу. Відьомські «закрутки» лишаються в непомітних місцях, і якщо людина торкалася їх або скошувала, то на неї переходило залишене відьмою закляття: хвороби, смерть, збитки в господарстві. У численних переказах відьма в подобі жаби, кота, собаки, свині залазить до чужого хліву. Хазяїн б'є тварину чи відрубує їй лапу, а наступного дня в сусідки виявляється таке ж каліцтво.
Повсюдний мотив важкої смерті відьом, адже гріхи чи чорти не відпускають душу. Для зменшення передсмертних страждань відьма повинна була передати свою силу іншій людині. На півдні України вірили, що відьми можуть помирати й оживати кілька разів. На Черкащині радили пробивати стелю, щоб янгол міг через дірку забрати душу відьми. За повір'ям, відьма може повертатися додому після смерті, тому її слід ховати обличчям донизу, або пробивати її труну осиковим кілком.
Головним місцем їх шабашу, згідно повір'їв, була Лиса гора. Те, що певна людина мала таємні знання, не вважалося гріховним чи противним ученню Церкви. Відьом на теренах України переслідували не за зв'язок з нечистою силою, а за здійснення шкоди окремим людям чи громаді. Відьом піддавали тілесному покаранню і вимагали відшкодування збитків, здійснених чаклуванням, проте практично не катували. Поширеним на українських теренах було «купання відьом»: випробовування жінок на причетність до відьомства і кара за нього. Жінку опускали в річку, і якщо вона тонула, то визнавалась невинною. «Купання» або «плавання» було характерне тільки для Правобережної України, на Лівобережжі дослідниками такі випадки практично не фіксувалися.
В Німеччині відьмами вважали переважно циганок. На думку Федіра Вовка саме з германської міфології вони потрапили до українських легенд. У сучасному житті українців відьма може бути символом недоброї, сварливої жінки, а також людини, яка багато знає і може впливати на хід подій. Віра в існування відьом досі неоднорідна. Деякі оповідачі стверджують, що відьом більше немає, або вони слабші, ніж раніше. Інші вважають навпаки — сучасні відьми сильніші, бо можуть вчитися за книжками.

### Дуалістичний образ відьми
Образ української відьми подвійний, у ньому злилися начала добра і зла. І хоча добрі наміри відьом змальовуються не так яскраво, як протилежні шкідливі, в основі полягає ідея про загальну боротьбу добра зі злом, а не якийсь один її епізод. В українській демонології відьма інколи може виступати символом смертоносної виразки або навіть смерті, і в цьому руслі її дії подібні до вампірських. «Бліде зморшкувате обличчя, крючкуватий ніс, що ловить всілякі запахи, великі пожадливі губи, кожне око по п'ятаку, нерухомі повіки, які не може поворухнути навіть спрямований в очі сонячний промінь — ось портрет нечестивої істоти в образі жінки, без участі якої не обходилось жодне недобре діло на землі».
Є дві категорії відьом: природжені та вчені. Першим таємнича сила відьмарства дається від природи, другі набувають її шляхом навчання від перших або ж отримують від чортів взамін на власну душу. Природжені відьми у своєму ставленні до людей доброзичливіші, ніж вчені. Інколи вони навіть допомагають людям спекатися від витівок учених відьом.

### Народна класифікація відьом
За традиційними уявленнями українців, існували відьми двох категорій: «природні» («родимі», «родинні», «рожденні», «з роду») та «вчені» («навчені», «по ділу»). Перші, як правило, відрізнялися наявністю хвоста. Природна, або «родима» відьма з'являється коли в кого народжується підряд сім дівчат, а між ними ні одного хлопця, або є представницею третього покоління позашлюбних дівчат чи є просто дочкою відьми (залежно від регіону). Родима відьма могла народитися у матері, котра вагітною готувала свят-вечірні страви та ненароком проковтнула вуглинку, або ж коли дитину в утробі матері прокляли «в таку хвилину». За традиційними уявленнями українців, родимі відьми вважалися не винними у своєму гріху, на відміну від відьом учених, якими ставали свідомо. Вірили, що родима відьма багато знає, але не шкодить і навіть може допомагати людям. Вона могла зробити шкоду і відробити зроблене.
«Вчена» відьма набирається своїх надприродних сил від іншої відьми, або від чорта, взагалі від нечистої сили. Різниця між «родимою» і «вченою» відьмами та, що родима відьма може іноді й направити заподіяну шкоду, але вчена ніколи цього не зробить: «Гірша відьма вчена, як родима» (Номис, 235).

### Ініціація відьми
Отримання жінкою чаклунської сили могло відбуватися, за народними віруваннями, шляхом успадкування або навчання. В першому випадку старій відьмі було досить торкнутися обраниці, а там повинна була підтвердити отримання чаклунства, сказавши «Беру твій дар». Вважалося, якщо відьма не передасть чаклунських здібностей, то перед смертю важко мучитиметься.
Народні перекази описують різні способи посвячення жінки у відьми, що включають символічну смерть і переродження (наприклад, пролізти крізь труп тварини), осквернення (потоптати ікону, прочитати молитву навпаки) чи омивання чаклунським наваром, після чого жінка вилітає в комин і повертається вже відьмою. Але завершується навчання відьми на Лисій горі, де складається іспит перед нечистою силою. За деякими твердженнями на шабаш відлітає тільки душа відьми, тому якщо перекласти її тіло навпаки, то душа не зможе повернутися.

### Розпізнавання відьом

#### Випробування водою
В українських судових актах XVIII ст. також зустрічаються безпосередні вказівки на іспит відьом водою, так званий «Суд Божий». Так, у 1709 р. селяни і шляхтичі випробовували водою шляхтянку Яворську: її роздягли до голого тіла, зв'язали навхрест, як це звичайно в таких випадках робилося — великий палець правої руки прив'язували до великого пальця лівої ноги, а палець лівої руки прив'язували до пальця правої руки, — поміж зв'язаними руками і ногами просмикнули шнур і спустили бідолашну в воду. Але тому, що вона тонула, її визнали безневинною, (В. Антонович «Чари в Україні» 1905, 52).
Опис подібного іспиту водою подав і Квітка в своїй «Конотопській відьмі».

#### Магічні способи
Деякі способи виявлення відьом прив'язані до свят. Так, на Чистий четвер відьма може прийти просити вогню. А якщо в перший четвер Великого посту збудувати в лісі з осики ворота, то відьма не встоїть, щоб перелізти через них. Якщо ж у Великий піст супроти Жилавого понеділка сховати за губу шматок сира з вареника, то відьма сама прийде до хати і розкаже, де і в кого вона доїла корів. Купальське вогнище нібито притягує відьму і вона мусить підійти до нього, інакше страждатиме. А якщо взяти попіл з купальського вогнища та принести його додому у вузлику, не озираючись, то наступного дня відьма прийде просити цей попіл. Окрім того відьмам приписувалося збирання роси у шкаралупки крашанок або здатність вколоти людину такою шкаралупкою та спричинити хворобу чи смерть. Відьма, як вважалося, здатна викрасти крашанку в людини, що не достоїть великодню службу до кінця, замінивши яйце інакшим.
Якщо людина виявить шабаш, то відьми дадуть їй хорошого коня в дорогу додому, але потім виявиться, що це помело, палиця чи крива береза.

### Обереги проти відьом
Загальнослов'янські методи захисту від відьом включають зведення символічних перешкод і магічні дії над воротами, дверима. Символічні перешкоди — це розсипання маку-видюку, креслення на землі косою кола, окреслення стіни крейдою. Дії на входами й виходами — втикання у ворота зубів борони, затикання в дверні щілини кропиви, листя осики, клена, берези, покладення на поріг ножа, сокири, коси, малювання на дверях хреста.

## Галерея

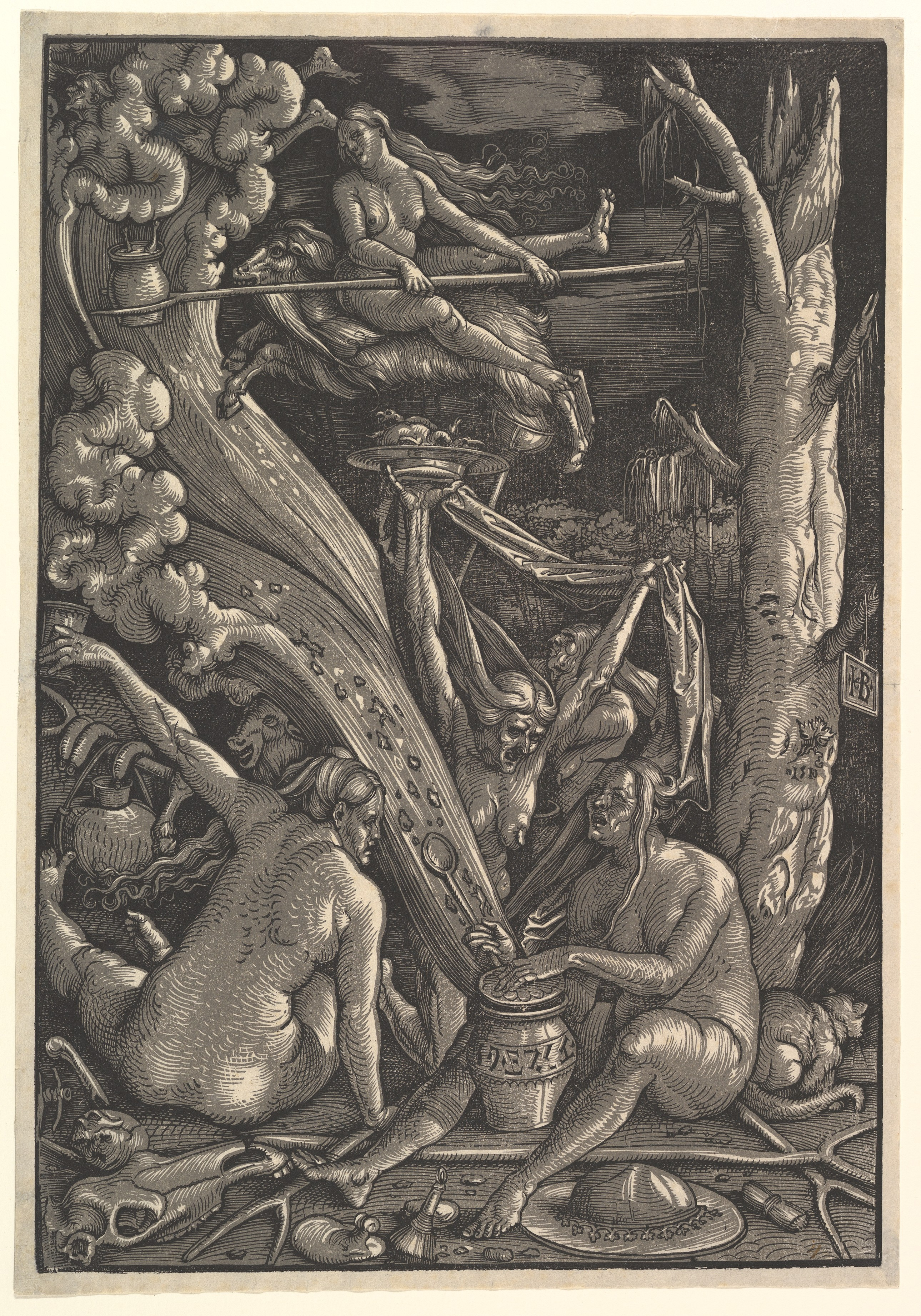
Відьомський шабаш, ксилографія 1510 р.
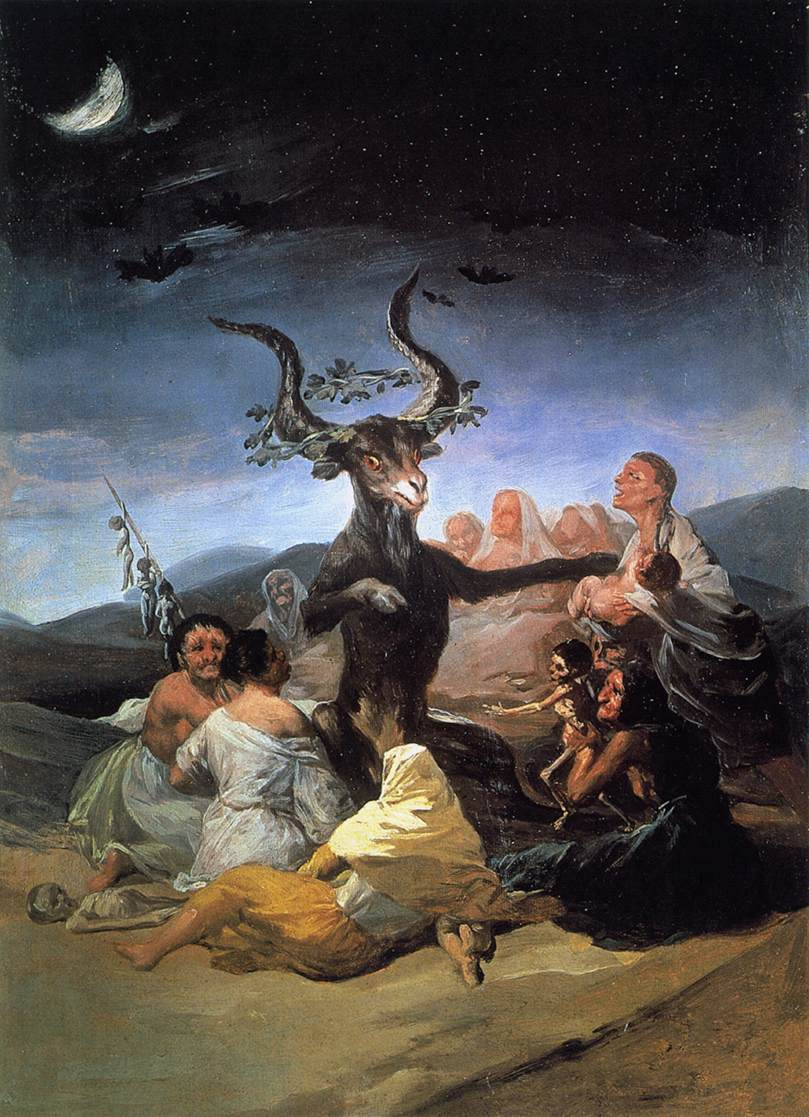
«Шабаш», картина Франсіско де Гої, 1797—1798 рр.
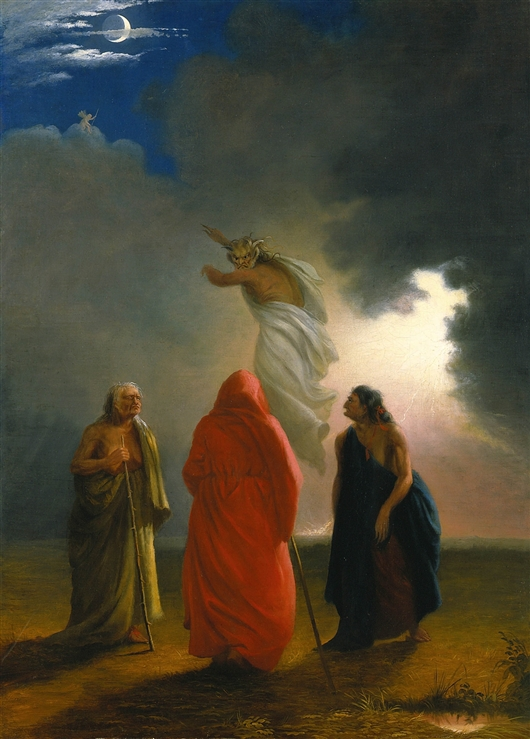
«Три відьми» (сцена з п'єси Шекспіра «Макбет»), картина Вільяма Ріммера, 1850-ті рр.
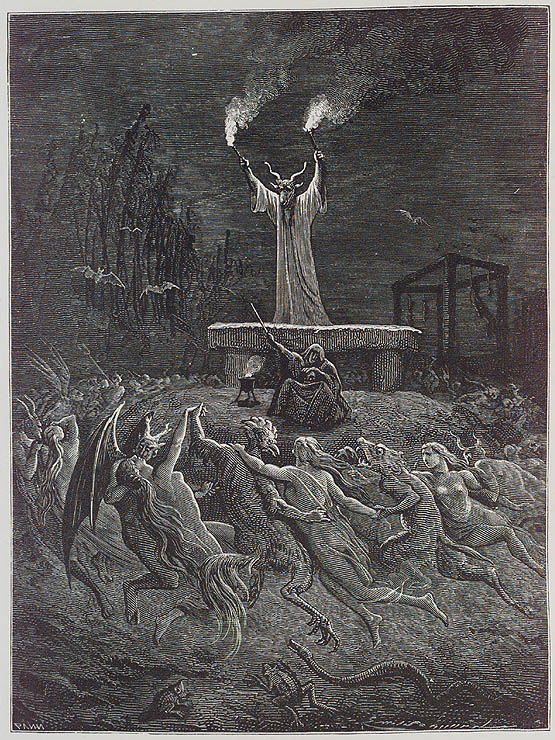
Відьомський шабаш: відьми танцюють навколо диявола. Гравюра Еміля Байяра, 1870 р.
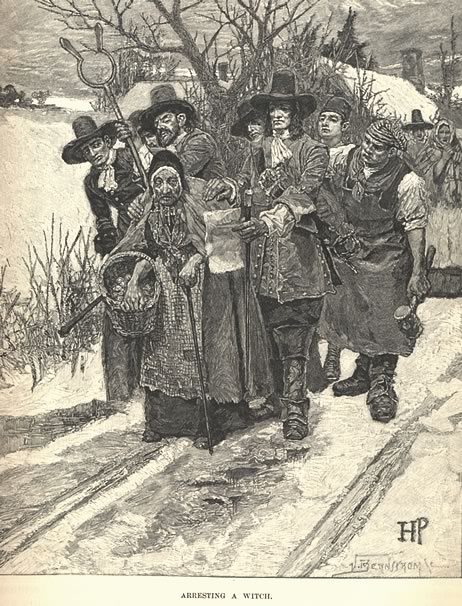
«Арешт відьми», малюнок Томаса Вентворта Гіггінсона, 1883 р.
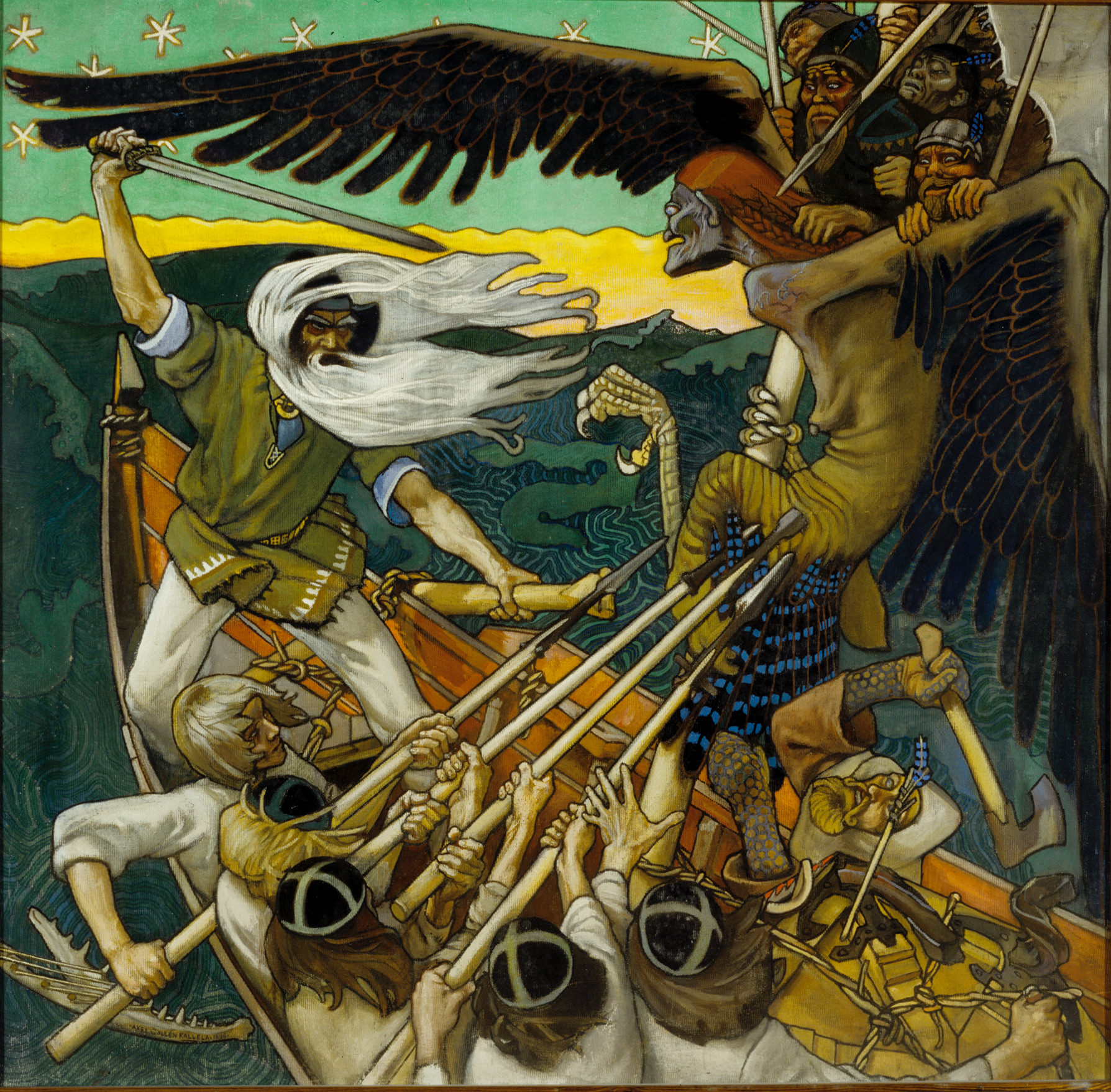
Бій з відьмою. Ілюстрація Акселі Галлена-Каллела до фінського епосу Калевала, 1896 р.
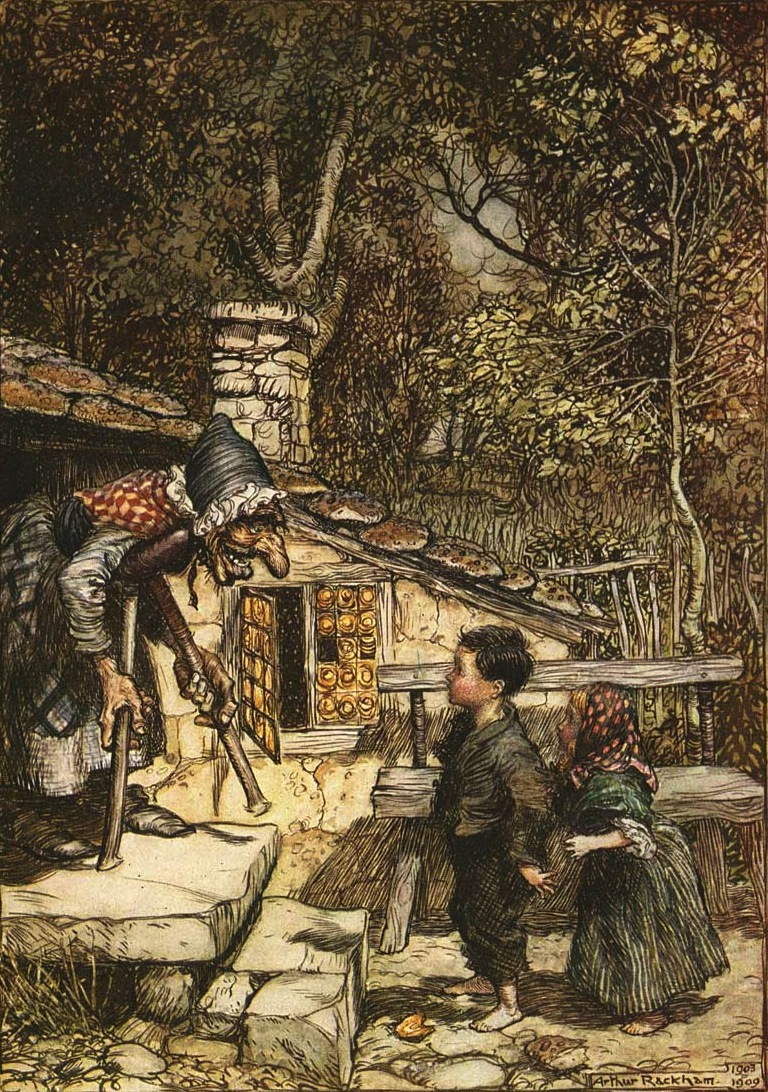
Відьма з казки «Гензель і Гретель», ілюстрація Артура Рекгема, 1909 р.
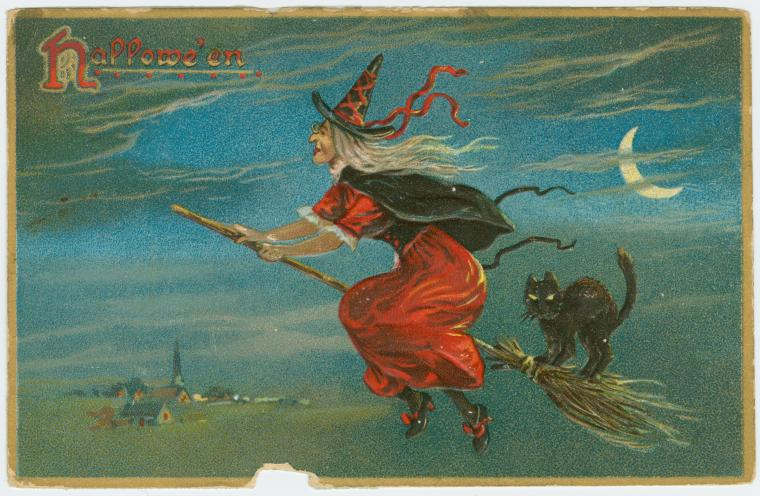
Відьма на американській геловінській листівці, 1910 р.
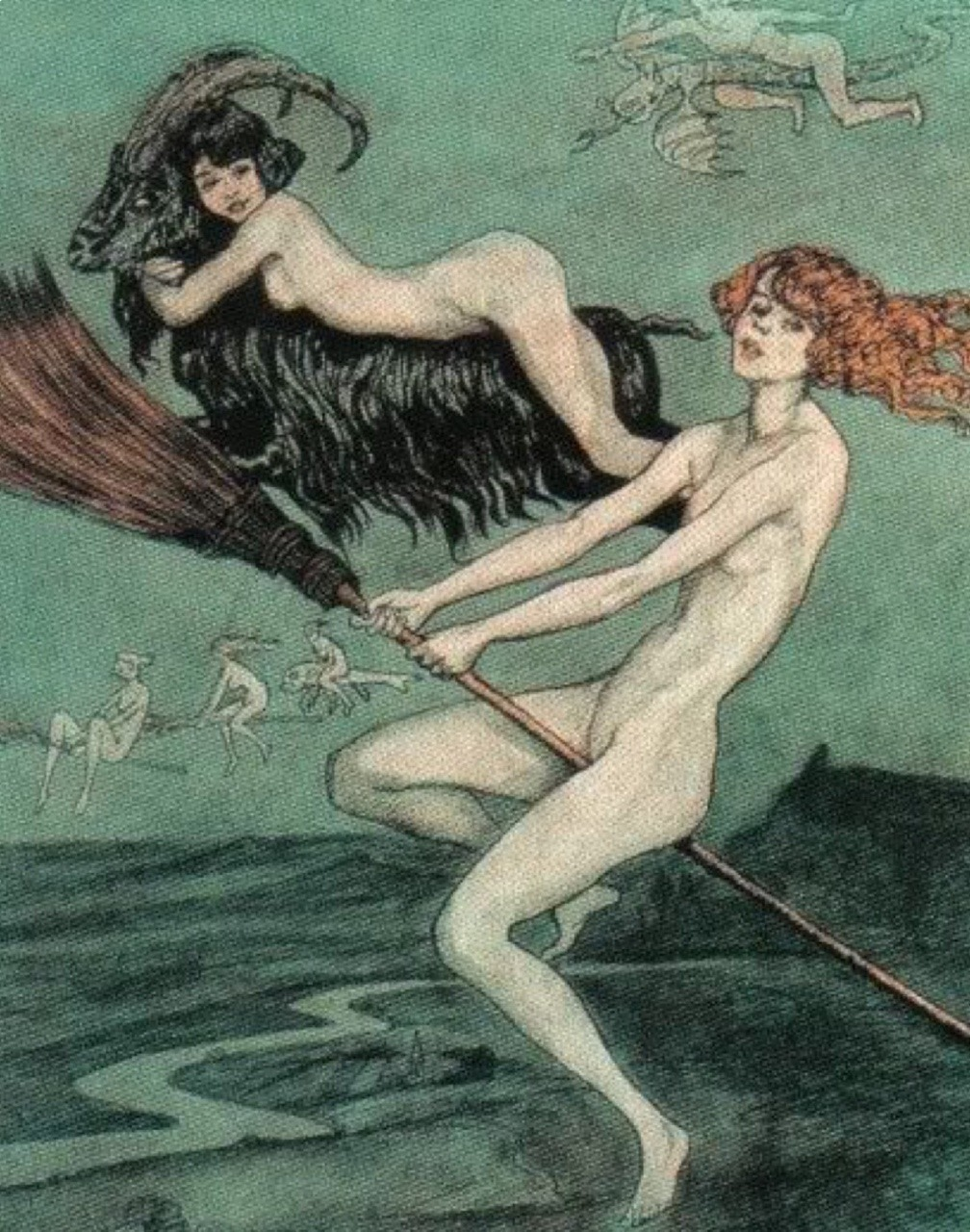
Політ відьом на малюнку Отто Гетце, 1900-1920 рр.
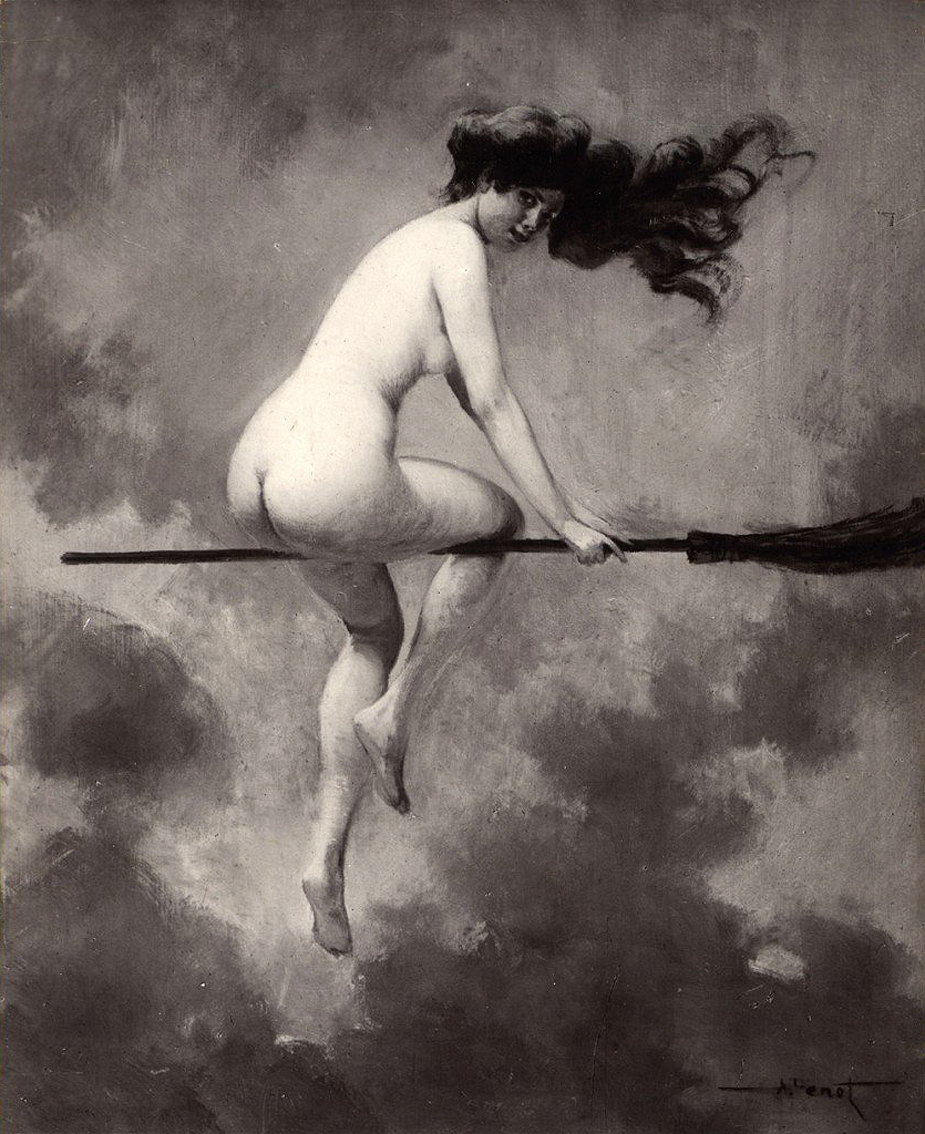
Відьма вирушає на шабаш, малюнок Альбера Жозефа Пено, 1910 р.
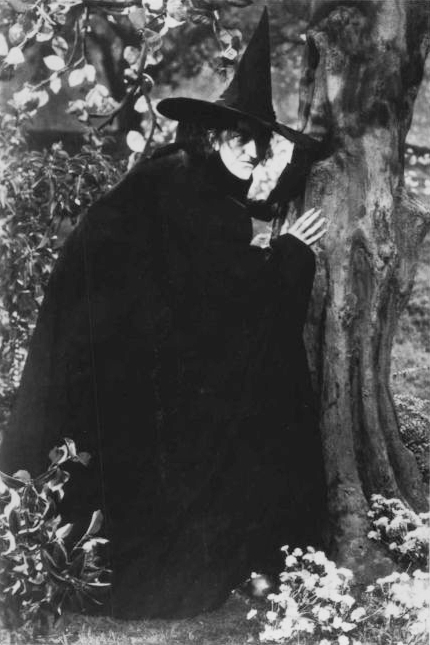
Відьма у фільмі «Чарівник країни Оз», 1939 р.
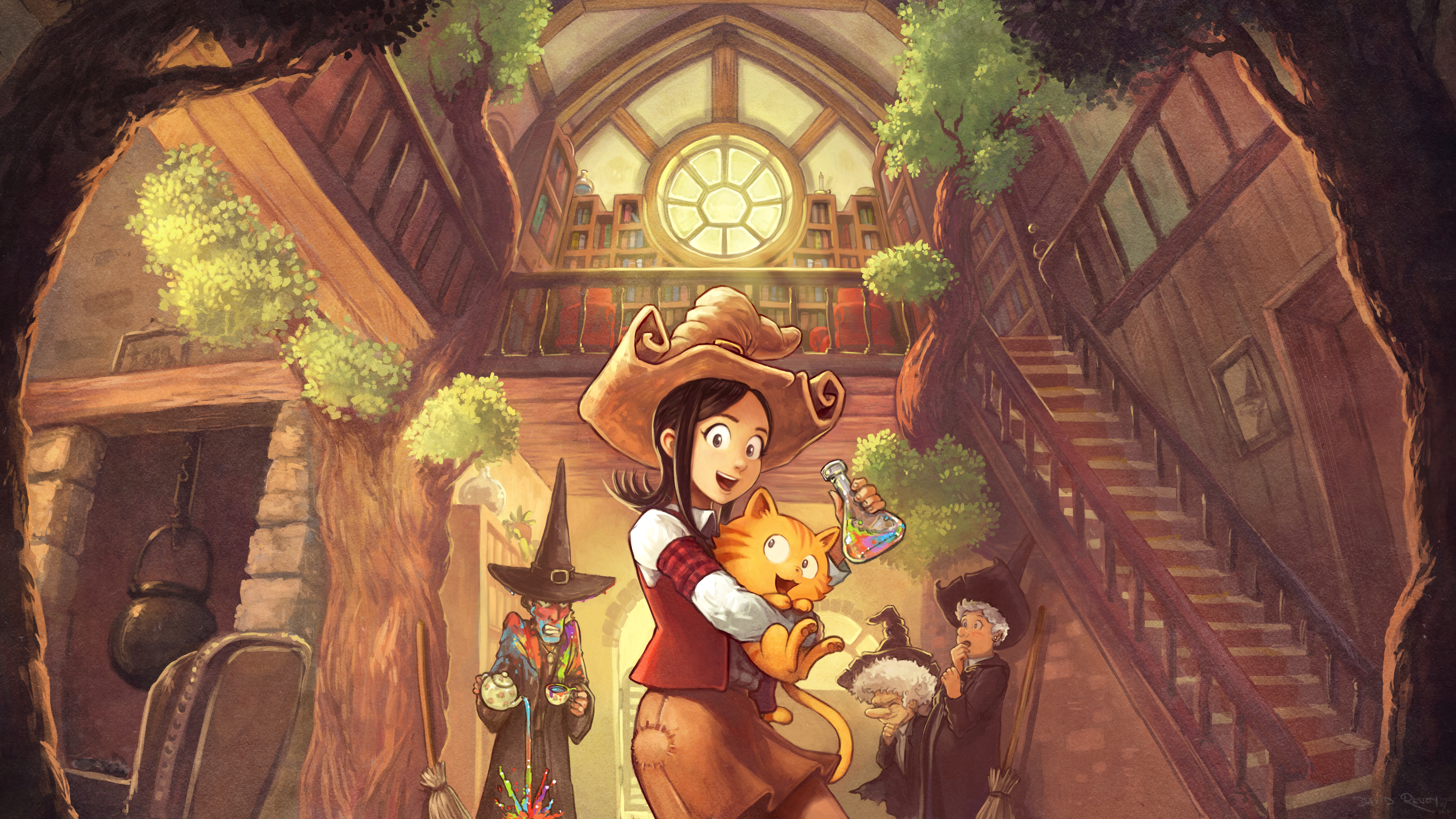
Відьми в коміксі Девіда Ревоя «Pepper & Carrot», 2016 р.
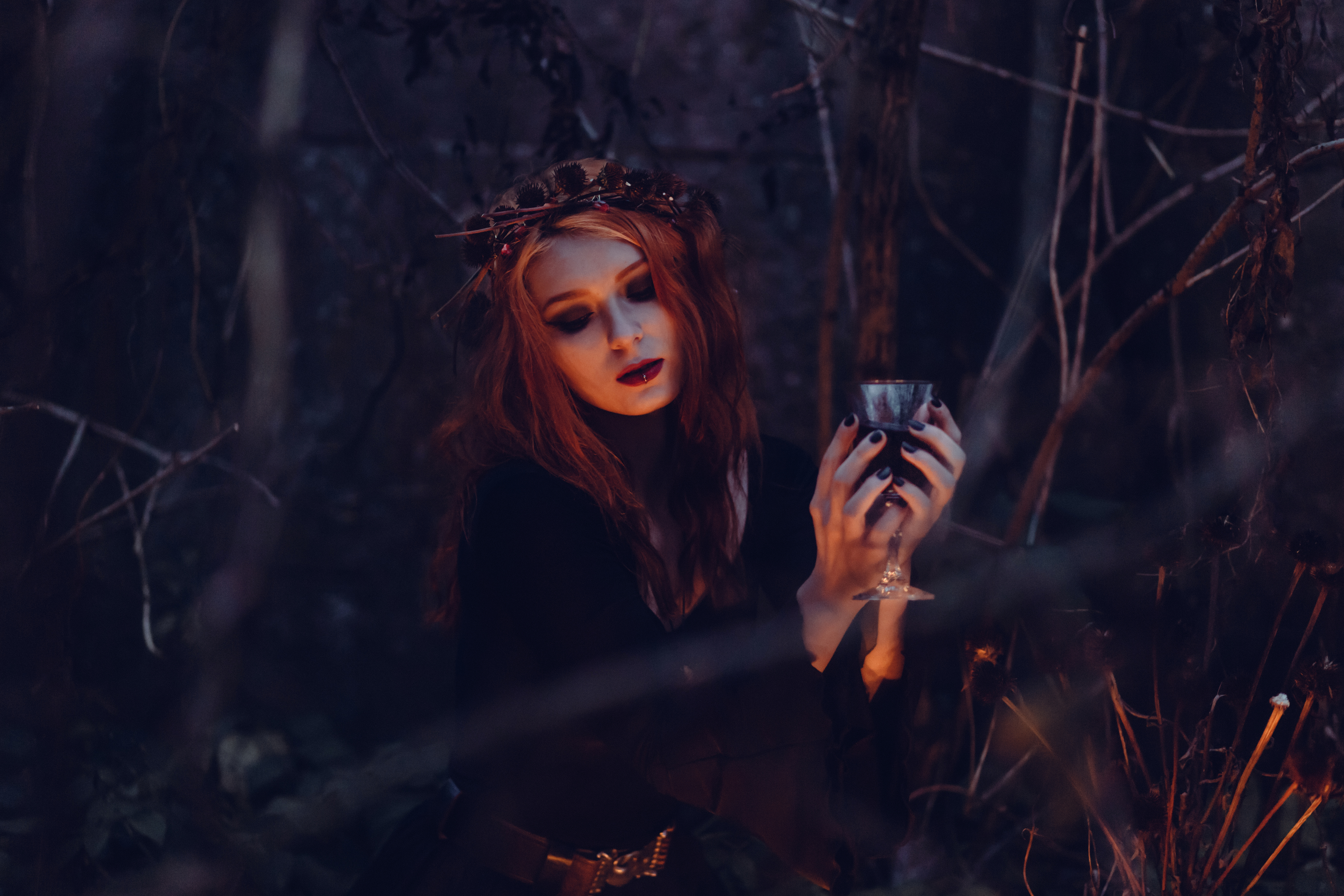
Сучасна жінка в образі відьми, 2016 р.